# 全日空バイカウント機墜落事故
全日空バイカウント機墜落事故（ぜんにっくうバイカウントきついらくじこ）とは、1962年（昭和37年）11月19日に愛知県西加茂郡猿投町（現・豊田市）で発生した全日本空輸機の航空事故である。

## 事故概要
墜落したのは、全日本空輸のビッカース バイカウント828（機体記号JA8202）で、1961年7月に納入された機体である。
1962年11月19日、東京国際空港から名古屋空港に向けてパイロットの訓練飛行を行っていたが、愛知県西加茂郡猿投町の上空、高度3,500フィートでスピン（きりもみ）状態に陥り、そのまま同町内の勘八峡（越戸ダム）近くの国有林に墜落した。
機体は地面に落ちてばらばらになり、教官と訓練生計4人が死亡した。なお墜落地点周辺には住宅や学校もあったが、幸いにも地上での死者や負傷者はいなかった。

## 事故原因
当時事故現場の天候は良好であった上、昼間の事故であったために、猿投町の小学校の教師や児童の多くが墜落に至るまでの同機の飛行状況を観察していた。しかしながらボイスレコーダーもフライトレコーダーも搭載されていなかったため、事故に至る決定的な原因は解明できなかった。